# Evgueni Ourlachov
Evgueni Robertovitch Ourlachov (en russe : Евгений Робертович Урлашов), né le 16 juillet 1967 à Iaroslavl, est un homme politique russe, ancien maire de la ville de Iaroslavl.

## Biographie

### Enfance et études
Ourlachov est né de l'union d'un ingénieur civil, Robert Pavlovitch Ourlachov (en russe : Роберт Павлович Урлашов), et d'une chercheuse, Galina Sergueïevna Ourlachova (en russe : Галина Cергеевна Урлашова). Il a deux sœurs, Irina et Tatiana. 
Il a fait son service militaire dans les troupes soviétiques de 1985 à 1989, puis a travaillé dans une usine avant d'entrer à la Faculté de droit de l'Université d’État de Iaroslavl, dont il a obtenu un diplôme en droit en 1998. 

### Débuts
Pendant ses études, il travaillait dans l'entreprise de son père, à la coopérative Iaroslvets, qui construisait des routes et des maisons. Après l'obtention de son diplôme, il en est devenu directeur adjoint, puis directeur général. 
Ourlachov a ensuite fondé sa propre société de construction de garages, appelée Yougo-Zapadnii. Pour s'investir en politique à la municipalité, il a laissé sa société aux mains d'un partenaire. 

### Implication en politique
En 2004, Ourlachov est sorti diplômé de l’Académie russe d'administration publique de Moscou en gestion étatique et municipale. 
Et en 2006, il est diplômé de l'Institut de la Banque mondiale (en russe : МЦСЭИ «Леонтьевский центр») de Saint-Pétersbourg. 
Il a travaillé comme conseiller du député régional, puis comme député au parlement russe (la Douma).
En 2004 et 2008, Ourlachov s'est fait élire à la municipalité de Iaroslavl. 
De 2008 à 2011, il était membre du parti au pouvoir Russie unie, mais, déçu, est sorti de ses rangs.
Le 1er avril 2012, Ourlachov, présenté comme candidat indépendant, avait remporté les élections municipales de Iaroslavl en devançant largement le candidat du parti Russie unie : 69,65 % des voix contre 27,78 %. Sa campagne était organisée sous les slogans « le pouvoir doit être ouvert » ou encore « contre les escrocs et les voleurs ». 
Il envisageait de conduire la liste du parti de Mikhaïl Prokhorov, Plate-forme civile, lors des législatives régionales (pour l’élection de gouverneur) prévues le 8 septembre 2013.

## L'affaire Ourlachov
Le soir du 2 juillet 2013, Evgueni Ourlachov a été arrêté sur des accusations de corruption avec quatre de ses collègues : Dmitri Donskov, son adjoint ; Alekseï Lopatine, son conseiller ; Maxime Pokalaïnen, gérant du département des achats pour la municipalité ; Andreï Zakharov, intermédiaire qui aurait servi à transmettre les pots de vin à la municipalité. Ceux-ci ont depuis témoigné contre lui. 
Ils sont soupçonnés d’avoir voulu extorquer 45 millions de roubles (soit plus d’un million d’euros) à un homme d’affaires, Monsieur Chmelev, membre du parti au pouvoir Russie Unie, qui souhaitait également se présenter aux élections. 
Dans la nuit du 4 au 5 juillet, le tribunal Leninsky de la ville de Iaroslavl a décidé de garder Ourlachov en détention jusqu’au 2 septembre 2013, malgré la proposition de Mikhaïl Prokhorov, leader du parti Plate-forme civile, de s’acquitter de la caution de 15 millions de roubles (350 000 euros) en échange de la libération d’Ourlachov. 
Ourlachov risque jusqu’à 15 ans de prison. Lors de l'audition, qui s’est tenue à portes ouvertes, une centaine d’habitants de Iaroslavl sont venus le soutenir.
Dans une lettre ouverte parue dans la presse russe le 4 juillet 2013, il dénonce : « C'est une action de provocation menée contre moi […]. Mes déclarations lors de la manifestation du 19 juin 2013 et ma décision de prendre la tête de liste du parti Plate-forme civile pour les élections à venir n’ont fait qu’accélérer le début de cette campagne, planifiée à l’avance. Les cas comme le mien sont très fréquents : des gens montent de toutes pièces des affaires contre leurs adversaires – maires, gouverneurs, responsables politiques ». 
Il plaide non coupable.

## Vie privée
Ourlachov a été marié en 1995 avec Olga. Un an plus tard est née leur fille, Anastasia Ourlachova, maintenant étudiante au collège juridique Demidov de Iaroslavl. Sa femme est morte en 1997 dans un incendie à la datcha de ses parents.